# 파스티에라

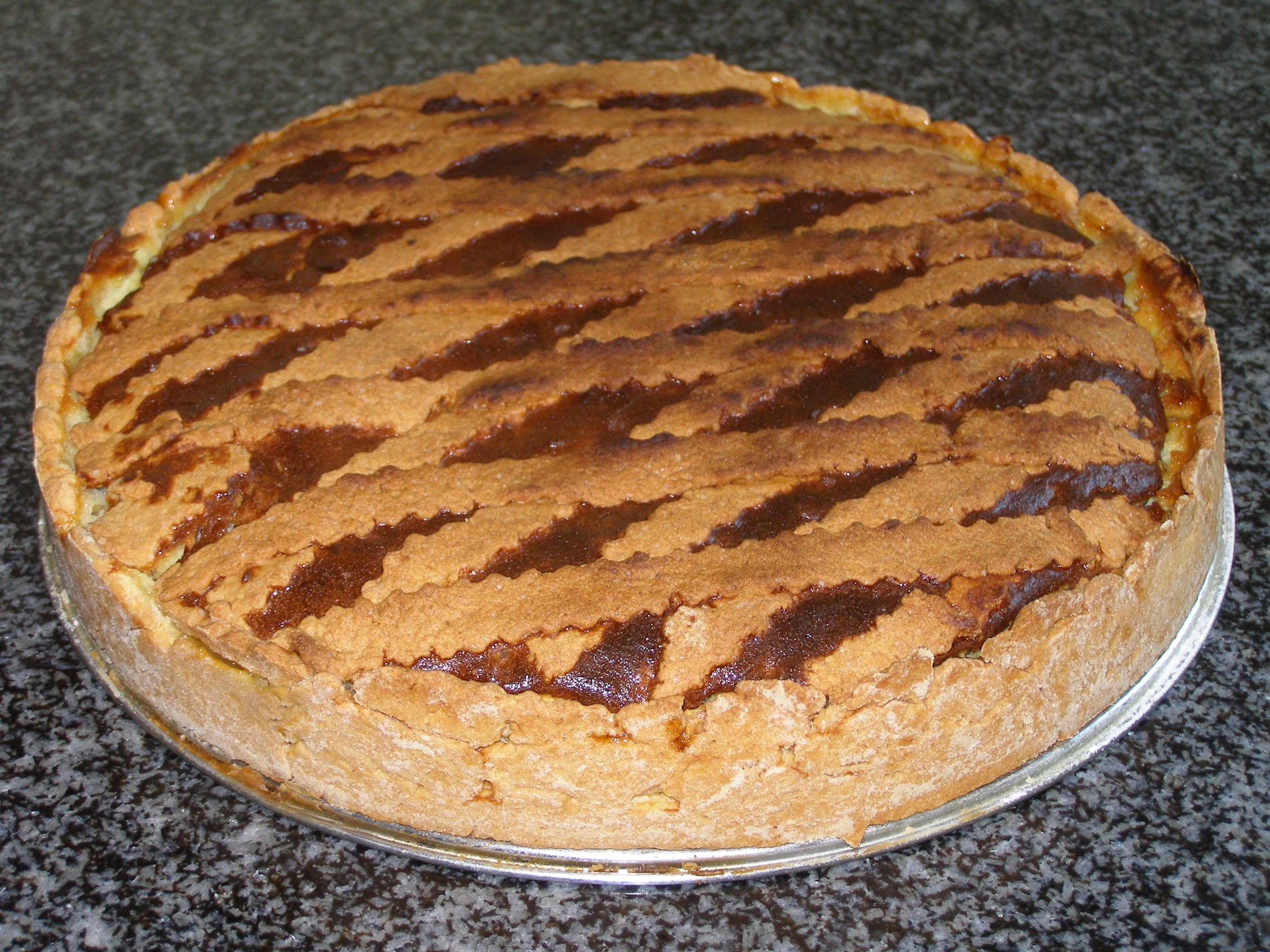
파스티에라

파스티에라(Pastiera)는 이탈리아의 케이크 일종으로 리코타 치즈로 만드는 요리이다. 나폴리에서 유래한 것으로 부활절에 많이 먹는다. 파스티에라는 봄이 다가오면 그 시기를 기념하기 위해 먹었는데 새로운 생명이 다시 탄생하고 새 삶이 시작되기 때문에 모두가 즐겼으며 그 상징으로는 달걀을 먹었다. 밀이나 외알밀 따위를 리코타 치즈와 섞어 먹었기 때문에 이 빵(Einkorn bread)을 "confarreatio"라고 칭했으며 고대 로마시대에는 결혼식 때 꼭 먹는 음식이었다. 따라서 예식 등 의식적인 행사를 할 때 꼭 등장하는 케이크였으며 콘스탄티누스 1세 당시 더욱 널리 퍼졌다. 이 때의 빵에는 우유와 꿀을 넣어서 달게 먹었다.
근대의 파스티에라는 나폴리의 수도원에서 만들어졌다고 할 수 있다. 이름은 밝혀지지 않았지만 익명의 수녀님이 그리스도의 부활을 상징하는 것으로 이 케이크를 만들고자 해서 밀과 리코타 치즈 한줌을 섞고 달걀을 넣어 새로운 시대가 열렸음을 기리게 했다고 한다. 이 때에는 물 몇 컵과 함께 꽃잎을 넣어서 봄철을 맞은 꽃의 향이 퍼지도록 했다.
파스티에라를 만드는 법에는 크게 두가지가 있는데 첫째로는 리코타 치즈와 달걀을 섞어서 만드는 고전적인 방법이다. 또다른 하나는 밀가루 반죽을 걸쭉하게 해서 파스티에라를 반죽하면서 부드럽게 만드는 것이다. 이 방법은 비교적 근대의 방법으로 나폴리 인근 광장에서 가게를 하고 있던 요리사인 스타라스가 선보인 것이라고 한다.
파스티에라는 빵 자체가 약하기 때문에 팔기 위해 내놓을 때에도 팬에 올려서 내놓는데 이 팬을 루오티("Ruoti")라고 부르며 잘못할 경우에는 바로 으스러지기 때문에 손님이 사갈 때까지는 꼭 팬에 넣어 둔다.